# Union Films
Union Films foi uma companhia de produção cinematográfica localizada em Batávia, Índias Orientais Holandesas (atual Jacarta, Indonésia). Fundada pelos empresários chineses Ang Hock Liem e Tjoa Ma Tjoen em 1940, produziu sete filmes em preto e branco antes de terem sido destruídos em 1942; atualmente são considerados perdidos.
Foi fundada durante o reavivamento da indústria cinematográfica das Índias Orientais Holandesas e lançou Kedok Ketawa, seu primeiro filme, em julho de 1940. Após a ocupação japonesa da Indonésia, em março de 1942, a União foi fechada, embora seus filmes continuassem sendo exibidos até a metade da década de 1940.